# Calyptraster
Calyptraster is een geslacht van zeesterren uit de familie Pterasteridae.

## Soorten
- Calyptraster coa Sladen, 1882
- Calyptraster gracilis Jangoux & Aziz, 1988
- Calyptraster personatus (Perrier, 1885)
- Calyptraster tenuissimus Bernasconi, 1966
- Calyptraster vitreus Bernasconi, 1972